# Lopatarke
Ephippidae, porodica riba iz reda Perciformes. Sastoji se od osam rodova većinom morskih riba s 15 vrsta među kojima su najpoznatije ribe roda platax koje žive oko koraljnih grebena.

## Rodovi
1. Rod Chaetodipterus
2. Rod Ephippus
3. Rod Parapsettus
4. Rod Platax
5. Rod Proteracanthus
6. Rod Rhinoprenes
7. Rod Tripterodon
8. Rod Zabidius

## Vrste
1. Chaetodipterus faber (Broussonet, 1782)
2. Chaetodipterus lippei Steindachner, 1895
3. Chaetodipterus zonatus (Girard, 1858)
4. Ephippus goreensis Cuvier, 1831
5. Ephippus orbis (Bloch, 1787)
6. Parapsettus panamensis (Steindachner, 1876)
7. Platax batavianus Cuvier, 1831
8. Platax boersii Bleeker, 1853
9. Platax orbicularis (Forsskål, 1775)
10. Platax pinnatus (Linnaeus, 1758)
11. Platax teira (Forsskål, 1775)
12. Proteracanthus sarissophorus (Cantor, 1849)
13. Rhinoprenes pentanemus Munro, 1964
14. Tripterodon orbis Playfair, 1867
15. Zabidius novemaculeatus (McCulloch, 1916)

## Vanjske poveznice
|  | Zajednički poslužitelj ima još gradiva o temi Ephippidae |
|  | Wikivrste imaju podatke o taksonu Ephippidae             |

- Tripterodon orbis
- Platax orbicularis